# لين غرانت
لين غرانت (بالإنجليزية: Len Grant)‏ هو لاعب كرة قدم أمريكية أمريكي، ولد في 17 يناير 1906 في بوسطن في الولايات المتحدة، وتوفي في 6 أغسطس 1938.

## وصلات خارجية
- لين غرانت على موقع مرجع كرة القدم المحترفة.كوم (الإنجليزية)